# Loup (remède)
Pour les articles homonymes, voir Loup (homonymie).
Le loup et notamment le loup gris commun a été longtemps utilisé dans la pharmacopée comme en témoignent ces quelques extraits :

## Le loup comme médicament
« Les bêtes ont été créées pour servir à l’homme, non seulement en matière de nourriture, mais aussi pour lui servir de médicament, comme l’ont dit Aristote et Jean Damascène. (…) En effet, dans le corps de la bête, il n’est rien qui, de manière évidente ou cachée, ne renferme quelque médicament. Car le cuir et le poil, les cornes et les ongles, la chair et le sang, et même le fumier des bêtes, possèdent en eux de grandes vertus médicinales. »
Barthélemy l’Anglais : Livre des propriétés des choses, vers 1240. (Traduit du latin par Jean Corbechon, 1372)

## Croyances populaires
« Nuisible de son vivant, inutile après sa mort… » : cette condamnation absolue du loup par le célèbre naturaliste Buffon (1707-1788) ignore ou méprise les multiples pouvoirs prêtés à l’animal et à chacun de ses organes ou morceaux. Vers la même époque, on lit dans l’Encyclopédie dite de Diderot : « Les paysans et les chasseurs qui prennent des loups ne manquent point d’en conserver le foie qu’ils font sécher au four, ou de le vendre à quelque apothicaire. C’est une drogue qui se trouve communément dans les boutiques; elle est vantée contre les hydropisies qui dépendent d’un vice de ce viscère. On la donne en poudre ; à la dose d’un gros. (= 3 à 4 grammes) C’est un remède peu éprouvé. »
Depuis pour le moins l’Antiquité jusqu’au début du vingtième siècle, oralement ou par écrit, se transmettront maintes recettes créditant le loup de merveilleuses vertus médicamenteuses. Mêlant empirisme et magie, ces remèdes populaires présentent l’intérêt de refléter les mentalités pré-scientifiques. Aux yeux de ceux qui le subirent, le loup n’est pas un simple mammifère carnassier ordinaire, mais une créature dont la mystification se poursuit après sa mort.
Des oreilles à la queue, de la fourrure aux excréments : dans le loup tout est bon pour la guérison, pourrait-on dire. Accommodés de diverses manières et accompagnés par d’autres ingrédients aux pouvoirs renforcés par des incantations, les fragments choisis de l’animal redouté ne peuvent que combattre la peur et ses conséquences, comme la colique, voire l’impuissance. Grâce à ses dépouilles, on peut également profiter de ses qualités, vélocité, endurance, souplesse et courage, mais aussi vue exceptionnelle et sexualité que l’on prétend débridée.

## Éléments de la légende
- Portée en collier, la dent du loup passe pour détenir et transmettre les vertus offensives et défensives de l’animal auquel elle appartint. Par magie contagieuse, elle favorise également la poussée des dents et calme les convulsions ainsi que les peurs nocturnes des enfants. Suspendue au cou d’un cheval, elle combat la fatigue de celui-ci.
- Une jarretière taillée dans le cuir de l’animal rend son porteur invincible à la course.
- Une fois salé, l’œil droit du loup lié au bras guérit des fièvres. Enchâssés dans un bâton (avec divers ingrédients animaux et végétaux), les yeux d’un louveteau constituent une puissante protection contre tous les périls du voyage.
- Le fiel du loup mêlé à des graines de concombre sauvage et lié sur le nombril lâche le ventre. Placé sur les diverses tumeurs, anales en particulier, ce même remède résorbe celles-ci.
- Les intestins portés en ceinture arrêtent les coliques.
- L’huile dans laquelle un loup aura été bouilli vivant soulage la goutte.
- Le cœur de loup rend courageux.
- Outre les prétendues propriétés mentionnées dans l’Encyclopédie de Diderot, le foie de loup desséché et mis en poudre, ou fumé dans la pipe d'un sorcier, provoque des paniques terribles parmi les hommes et, surtout, parmi les bestiaux.
- Manger des mamelles de louve facilite l’accouchement.
- La graisse éloigne les maléfices.
- Les os réduits en poudre guérissent courbatures, fractures, écoulement des yeux, etc.
- Un petit poil situé au bout de la queue permet de concocter un philtre d’amour irrésistible. À condition toutefois de suivre point par point la recette pour le moins compliquée…
- Selon la manière de l’accommoder, la verge de loup combat le nouement d’aiguillettes (impuissance) et constitue un tout puissant aphrodisiaque…, ou produit les effets contraires !
- Réduits en poudre et mêlés à du vin ou du miel, les excréments guérissent la colique, les sciatiques, les maux de dent…, et améliorent la vue. Encore convient-il de les recueillir sans qu’ils aient touché terre !…

## Documents

### Pline l’Ancien
(23-79)
- « On dit qu'un mufle de loup séché protège contre les maléfices; et pour cette raison on en attache à la porte des maisons de la campagne. La peau du cou tout entier passe pour avoir la même vertu; car l'influence de l'animal est si puissante, que, sans compter ce que nous en avons dit (VIII, 34), il suffit que les chevaux mettent le pied sur ses traces, pour être frappés de torpeur (XXVIII, 81). »
- « Il est avantageux dans la cataracte de faire des frictions avec les excréments du loup. La cendre de ces mêmes excréments avec du miel attique est bonne en onctions pour la vue trouble. »
- « La cendre de la tête du loup est un grand remède; et il est certain qu'il se trouve presque toujours dans ses excréments des os qui en amulette ont la même efficacité. »
- « La toux se traite par le foie de loup dans du vin chaud. »
- « Les douleurs de foie se guérissent par le foie de loup sec, pris dans du vin miellé. »
- « Les os que nous avons dit se trouver dans les excréments du loup (XXVIII, 49)„ attachés au bras, guérissent les affections du colon, pourvu qu'ils n'aient point touché la terre. »
- « Les fièvres réglées sont guéries, si nous en croyons les mages, par l’œil droit d'un loup, salé, et porté en amulette. »
- « Pour la phtisie on a le foie de loup dans du vin, le lard d'une truie maigre nourrie d'herbe, la chair d'âne avec le bouillon qui en provient: c'est de cette façon qu'on guérit généralement dans l'Achaïe cette maladie. On dit que la fumée de la bouse de vache sèche, quand l'animal est au vert, avalée à l'aide d'un roseau, est bonne pour les phtisiques. »
- « Toutes les duretés du corps sont très bien amollies par la graisse de loup en topique. »
- « La graisse de loup en topique amollit la matrice; le foie en calme les douleurs. Il est avantageux aux femmes qui vont accoucher de manger de la chair de loup, ou, si elles sont en travail, d'avoir auprès d'elles une personne qui en ait mangé, tant cet animal a de vertu contre les maléfices; mais quand cette personne vient de dehors elle gâte tout. »
- « Une dent de loup en amulette empêche les enfants d'avoir peur, et les préserve des maladies de la denture ; la peau de loup produit le même effet. Les plus grosses dents d'un loup attachées au cou des chevaux les rendent, dit-on, infatigables à la course. »

Recettes glanées dans “ Histoire Naturelle ”, livre 28.

### Hildegarde de Bingen, dite Sainte Hildegarde
(Douzième siècle)
Ch. XIX : LE LOUP (De lupo)
- « (…) Si on souffre de la goutte, on prendra, en poids égaux, des feuilles de cassis de consoude ; on les pilera dans un mortier et on leur ajoutera de la graisse de loup, en quantité légèrement supérieure ; on en fera un onguent dont on se frictionnera les points douloureux ; puis, le deuxième ou le troisième jour, on se mettra dans un bain chaud et on évacuera la goutte par transpiration... »
- « Et si quelqu'un, à cause de maladies qui s 'en prennent à sa tête, entre en fureur et devient frénétique, il faut lui raser le crâne, puis faire cuire un loup dans de l'eau, après avoir enlevé la peau et les viscères ; laver alors la tête du furieux à l'eau de cuisson, en obstruant les yeux, les oreilles et la bouche avec des linges, pour que l'eau n'y entre pas : car si ce liquide entre dans son corps, sa folie augmente comme si c'était du poison ; répéter cela pendant trois jours et même si la folie est forte il retrouvera ses esprits. »
- « Si dans une maison, se trouvent une peau, des poils ou des os de loup, les hommes s'y battent facilement et les esprits aériens s'y promènent volontiers à cause de sa nature mauvaise... »

Le livre des subtilités des créatures divines.

### Secrets merveilleux duPetit Albert
- De la fiente de Loup

« Il n'y a personne qui ne sache que le loup est un animal cruel, qui dévore souvent la chair avec les os ; si l’on prend les os que l’on trouvera parmi cette fiente, et qu'on les pile bien menus, ensuite qu'on les boive avec un peu de vin : ce breuvage a une vertu particulière et admirable pour guérir sur-le-champ de la colique, de quelque manière qu'elle soit venue. »
- Pour nouer l'Aiguillette.

« Ayez la verge d'un loup nouvellement tué et, étant proche de la porte de celui que vous voudrez lier, vous l‘appellerez par son propre nom, et, aussitôt qu'il aura répondu, vous lierez ladite verge de loup avec un lacet de fil blanc et il sera rendu si impuissant à l'acte de Vénus, qu'il ne le serait pas davantage s'il était châtré. De bonnes expériences ont fait connaître que pour remédier, et, même, pour empêcher cette espèce d'enchantement il n'y a qu'à porter un anneau dans lequel soit enchâssé l'œil droit d'une belette. »
- Pour se garantir du cocuage.

« Prenez le bout du membre génital d'un loup, le poil de ses yeux et celui qui est à sa gueule en forme de barbe ; réduisez cela en poudre par calcination et faites-le avaler à la femme sans qu'elle le sache et l'on pourra être assuré de sa fidélité. La moelle de l'épine du dos eu loup a le même effet. »

### DomNicolas Alexandre
« LOUP (Lupus) est un animal hardi, carnassier vivant de rapine, & si semblable au Chien que quelques Chasseurs l'appellent Chien sauvage. La dent du Loup est employée pour aider à faire sortir les premières dents des enfans ; on l'enchâsse dans un hochet d'argent, & on la leur fait mâcher, afin que les gencives s'ouvrant par ce frottement les dents sortent. Le cœur torréfié & brûlé pris en poudre depuis demi scrupule jusqu'à deux est propre pour l'épilepsie. Le foye séché & pulvérisé, donné depuis un scrupule jusqu'à une dragme dans une eau appropriée est bon aux schirres de la rate, à l’hydropisie, à la pthysie & à la toux. Les intestins & la fiente du Loup desséchés donnés en poudre jusqu'à une dragme sont recommandés universellement par tous les Auteurs pour la colique ; & Panarole assure qu'il a guéri des coliques désespérées avec de la fiente de Loup ; les os qui se trouvent dans la fiente sans avoir été digérés, sont meilleurs en poudre que la fiente même. On fait aussi des ceintures avec les intestins ou avec la peau qu'on applique sur la chair nue du côté du poil avec beaucoup de succès dans la colique. La chair du Loup mangée est bonne aux épileptiques ; & les Espagnols selon Schroder, en font porter de salées aux mêmes malades. La graisse de Loup n'est pas moins estimée que celle de Chien ; elle est chaude, digestive, nervale, propre aux maladies des articles & à la chassîe des yeux étant enduite. Les os du Loup pulvérisés donnés jusqu'à une dragme sont propres pour la pleurésie, pour la sciatique, pour les douleurs de côté. L'Huile qui se fait par la coction d'un Loup dans icelle convient à la goutte. Meyssonnier dit qu'il a vu un homme délivré d'une fâcheuse douleur & faiblesse d'estomac portant contre le sein une portion de la peau qui couvroit la poitrine d'un petit Loup. »
Dictionnaire botanique et pharmaceutique…, 1716

## Sources principales
- Pline l’Ancien (Premier siècle après J.C.) : Histoire naturelle
- Hildegarde de Bingen (dite Sainte Hildegarde, 1098-1136) : Le livre des subtilités des créatures divines, réédition Jérôme Million, 1994.
- Admirables secrets d’Albert le Grand et Secrets merveilleux du Petit Albert. (À partir de l’œuvre d’Albert de Groot, dit Albert le Grand – 1193-1280 –, de multiples éditions ajouteront un fatras de recettes confinant à la sorcellerie. Il en résultera un ouvrage clandestin de sulfureuse renommée. On le trouve aujourd’hui en collections de poche…)
- Jean-Baptiste Thiers : Traité des superstitions, 1679 (Réédition Le Sycomore, 1984.
- Dom Nicolas Alexandre : Dictionnaire botanique et pharmaceutique…, 1716
- Eugène Rolland : Faune populaire de la France (13 tomes en 7 volumes, réédition Maisonneuve et Larose, 1967)
- Paul Sébillot : Le folklore de France, 1904/1906 (4 volumes, réédition “ Omnibus ”, 2002)